# Gare de Möhlin
La gare de Möhlin (en allemand Bahnhof Möhlin) est une gare ferroviaire située à Möhlin, en Suisse.